# 호건 (모자)

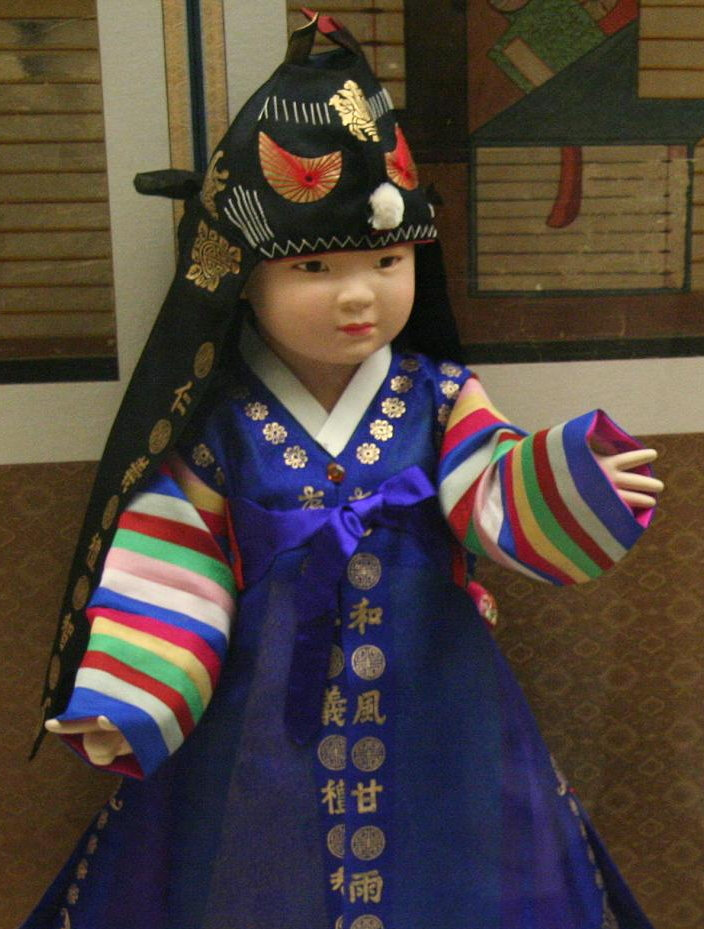
호건

호건(虎巾)은 1세부터 5세까지의 어린 소년이 착용하는 한국 전통 관모의 일종이다. 두루마기(외투)나 전복(긴 조끼)과 함께 입었다. 호건은 설날, 추석 등 명절이나 돌잔치 등 생일을 축하할 때 입는 옷이다. 호건에 호랑이 무늬를 수놓은 것 외에는 모양이나 재질이 복건과 거의 유사하다. 겉감은 검은색 실크, 안쪽은 진한 파란색 실크로 만들어졌다. 아이가 씩씩하게 자라길 바라는 부모의 마음을 표현하기 위해 호랑이 문양을 표면에 자수로 새겼다. 호건의 이마에는 호랑이의 눈썹, 눈, 수염, 이빨, 귀 모양이 장식되어 있다. 귀는 검정색과 빨간색 천으로 만들어졌다. 이마 부분 끝에 끈이 달려 있어 쓸것을 등에 묶을 수 있다. 호랑이 문양과 함께 선하고 상서로운 의미를 지닌 일부 한자의 금박에 호건을 장식하여 착용자를 축복한다. 어린 소년들이 5~6세가 될 때까지 이 옷을 입었다.

## 같이 보기
- 아얌
- 복건 (복식)
- 굴레 (한복)
- 한복
- 조바위
- 남바위